# 平安祭
平安祭（希伯来语：Zebhah，slaughter offering 或Zebhah shelam，sacrifice-of-peace offering，有时简称为shelam，peace offering）是《聖經·利未记》中提到的第三种献祭，宰杀祭牲。shelam通常翻译成“和平”，不过更准确的含义应该是“健康”或“繁荣”。
平安祭是人可以享用的祭物，祭司和献祭者可以享用此祭。平安祭可以使用任何祭牲，可以用无酵饼或有酵饼。平安祭表征基督是成就和平者，祂为我们受死流血，作了我们与神之间的和平与交通，使我们能与神共同享受基督，在祂里面与神相安、相交，神人同得满足─利三1～17，西一20～22。

## 类型
平安祭包括三种类型：
- 感谢祭 - 為「感謝」而獻的「平安祭」，可以以「無酵餅」獻上，也可以「牛羊」獻上。獻「無酵餅」時，可以以「一個餅獻給耶和華為舉祭」，所謂的「舉祭」就是在祭壇前舉起來代表獻祭，之後將它歸「祭司」食用。而獻「牛羊」時，獻祭者就要「在獻的日子吃，一點不可留到早晨」，免得祭肉不潔。
- 还愿祭 -  為「還願」和「甘心」而獻的「平安祭」則較為寬容。「所剩下的第二天也可以吃」，但到了第三天要用火將剩下的肉焚燒，免得不潔。聖經中許多關於許願還願的教導，都是叫人謹慎許願「你許願不還，不如不許… 也不可在祭司面前說是錯許了。為何使神因你的聲音發怒，敗壞你手所作的呢？」(傳五5～ 6)撒母耳的母親許願若生了兒子就將他獻上歸上帝使用，她不但來獻還願祭，而且真的將撒母耳帶到會幕獻於上帝。
- 甘心祭 -

## 參看
- 五祭